# Agylla madagascariensis
Agylla madagascariensis là một loài bướm đêm thuộc phân họ Arctiinae, họ Erebidae.